# Катріна Джейд
Катріна Джейд (англ. Katrina Jade; нар. 31 жовтня 1991 року, Каліфорнія) — американська порноакторка.

## Біографія
Народилася 31 жовтня 1991 року в Каліфорнії. Має голландські, німецькі, ірландські, італійські, гавайські, індіанські і мексиканські корені. Після закінчення середньої школи працювала продавчинею в «Circuit City», потім — стилісткою.
В порноіндустрію потрапила в 2014 році, у 23 роки. Перша сцена — для порталу Kink.com. Співпрацювала з OC Modeling, Naughty America, Reality Kings, Brazzers, Girlfriends Films, Wicked Pictures, Mile High, Bang Bros, Dogfart Network, Hustler, Jules Jordan, Hard X. 
Знялася в понад 200 порнофільмах.
Одружена з фотографом і режисером Найджелом Диктатором, на 13 років старшим за неї.

## Нагороди
| Рік  | Нагорода   | Категорія                | Робота         | Результат |
| ---- | ---------- | ------------------------ | -------------- | --------- |
| 2017 | AVN Awards | Краща групова сцена      | Orgy Masters 8 | Перемога  |
| 2017 | XBIZ Award | Найкраща виконавиця року |                | Перемога  |
| 2018 | XBIZ Award | Найкраща виконавиця року |                | Номінація |

## Вибрана фільмографія
Деякі фільми:
- Axel Braun's Inked,[11]
- Big Wet Interracial Tits,[12]
- Cheating With The Nanny,[13]
- I Like Black Boys 13,[14]
- Internal Damnation 11,[15]
- Lex's Breast Fest 5,[16]
- Manuel's Fucking POV 3,[17]
- Oral Angels,[18]
- Platinum Pussy,[19]
- Strap Some Boyz 5[20]
- Take the Condom Off[21].